# 久保亘
久保 亘（くぼ わたる、1929年（昭和4年）1月15日 - 2003年（平成15年）6月24日）は、日本の政治家。参議院議員（4期）、副総理（第1次橋本内閣）、大蔵大臣（第101代）、鹿児島県議会議員（3期）、日本社会党書記長、社会民主党副党首、民主改革連合最高顧問、民主党参議院議員会長を歴任。正三位勲一等旭日大綬章。

## 略歴

### 経歴
鹿児島県姶良郡姶良町（現：姶良市）出身。（旧制）長崎県立佐世保中学校1年修了を経て熊本陸軍幼年学校に進学。陸軍予科士官学校在籍中に敗戦により学校解散・復員し、鹿児島師範学校（現：鹿児島大学）に編入学。予科士官学校では鹿児島市長赤崎義則と同期。師範学校卒業後に広島文理科大学（現：広島大学）史学科へ入学し西洋史を専攻、1952年に卒業して鹿児島県の高校教諭となる。鹿児島県立吹上高等学校や鹿児島県立志布志高等学校で教えた後、1958年鹿児島県高等学校教職員組合書記長就任、1961年鹿児島県高等学校教職員組合執行委員長就任。1963年鹿児島県議会議員となり（鹿児島市区選出）、3期務める。

### 政歴
- 1974年
  - 7月7日　第10回参議院議員通常選挙（鹿児島県地方区・日本社会党公認）当選。
- 1980年
  - 6月22日　第12回参議院議員通常選挙（鹿児島県地方区・社会党公認）次点・落選。
- 1981年
  - 2月8日　第10回鹿児島県知事選挙（無所属）次点・落選。
- 1983年
  - 6月26日　第13回参議院議員通常選挙（鹿児島県地方区・社会党公認）2期目当選。
  - 党中央執行委員（政策担当）就任。
- 1989年
  - 7月23日　第15回参議院議員通常選挙（鹿児島県選挙区・社会党公認）3期目当選。
  - 9月　党副書記長就任。
- 1991年
  - 4月　党副委員長、9月社会党シャドーキャビネット蔵相就任。
- 1993年
  - 1月　山花貞夫新委員長の下で副委員長に留任。
  - 8月　山花委員長が細川内閣に政治改革担当相として入閣したのに伴い、党委員長代行に就任。山花は7月の第40回衆議院議員総選挙での大敗の責任を負って委員長を辞任すると表明。
  - 9月　後継委員長に久保と村山富市国会対策委員長が有力視されるが結局村山で一本化。村山は翫正敏を破って委員長に当選し、久保を書記長に起用。
- 1994年
  - 4月　細川護煕首相が辞意を表明。連立与党は新生党の羽田孜を次期首班に擁立することで合意し、25日国会で羽田が首相に指名されるが、同日社会党を排除した統一会派改新が結成され、村山委員長は強く反発し、26日社会党は連立政権を離脱。28日羽田内閣は少数与党で発足。以後久保は連立復帰を模索するが、実現せず。
  - 6月　内閣不信任決議案を突きつけられた羽田内閣が総辞職。後継政権を巡り、自由民主党、新党さきがけ、連立与党の間で駆け引きが展開され、社会党は、久保を中心とする勢力が従来の非自民連立政権を志向する一方、村山や野坂浩賢らを中心とする勢力は自民、さきがけの働きかけに呼応した。非自民政権のキーマンである小沢一郎が自民党の海部俊樹の擁立を図ったことへの反発もあり、首相指名選挙で社会党は村山に投票することで一致。自民、さきがけも村山に投票し、自民党内の海部票は少数にとどまったため、村山が首相に指名され、自民、社会、さきがけ3党の連立による村山内閣が発足。久保は村山委員長の首相就任に伴い委員長代行に就任。
  - 8月　久保らが党内中間派・右派の再結集を図る政策集団「新民主連合」を結成（会長は山花前委員長）。
  - 10月　小沢ら旧連立勢力の「新・新党」に対抗して、「民主・リベラル新党」の結成を目指すと発表。
- 1995年 
  - 1月17日　山花らが「民主・リベラル新党」の結成を予定していたが、阪神大震災により延期。結局断念。
  - 7月23日　第17回参議院議員通常選挙（鹿児島県選挙区・社会党公認）4期目当選。
- 1996年
  - 1月　村山首相が辞任。自社さ3党連立の枠組みは変わらず、自民党の橋本龍太郎を首班とする連立内閣が発足。久保は副総理兼蔵相に就任。同月、社会党が社会民主党に党名を変更し、久保は副党首兼参議院議員会長に就任。
  - 4月　住専法案を成立させる。
  - 9月　社民党から赤松広隆、佐藤観樹ら衆議院議員の約半数が離党して民主党の結成に参加。かつては民主・リベラル勢力の新党結成を目指していた久保だったが、社民党にとどまる。
  - 10月　第41回衆議院議員総選挙で社民党は解散前の35議席から15議席と惨敗。
  - 11月　第2次橋本内閣の発足に伴い久保は副総理兼蔵相を辞任。自民党単独内閣となった（社民党、さきがけは閣外協力）。
- 1997年
  - 1月12日 社民党を離党。
  - 1月14日 民主改革連合（民改連）に加わり最高顧問に就任。
- 1998年
  - 民改連も参加していた院内会派「民主友愛太陽国民連合」による新・民主党結成を受け、参院民主党の実権を握る。
- 2000年
  - 8月　民主党の参院議員会長に就任。
- 2001年
  - 第19回参議院議員通常選挙に立候補せず、政界を引退。勲一等旭日大綬章受章[5]。
- 2003年6月24日
  - 慢性腎不全のため死去。74歳没[6]。

## 政策・主張
- 1999年、国旗及び国歌に関する法律案の参議院本会議における採決で反対票を投じた。

## 選挙歴
| 当落                        | 選挙                     | 施行日        | 選挙区         | 政党       | 得票数  | 得票率 | 得票順位 /候補者数 | 比例区 | 比例順位 /候補者数 |
| --------------------------- | ------------------------ | ------------- | -------------- | ---------- | ------- | ------ | ------------------ | ------ | ------------------ |
| 当                          | 第10回参議院議員通常選挙 | 1974年7月7日  | 鹿児島県地方区 | 日本社会党 | 252,428 | 27.9   | 2/6                | -      | -                  |
| 落                          | 第12回参議院議員通常選挙 | 1980年6月22日 | 鹿児島県地方区 | 日本社会党 | 287,975 | 30.5   | 3/5                | -      | -                  |
| 落                          | 第10回鹿児島県知事選挙   | 1981年2月8日  | 鹿児島県       | 無所属     | 219,324 | 34.0   | 2/3                | -      | -                  |
| 当                          | 第13回参議院議員通常選挙 | 1983年6月26日 | 鹿児島県選挙区 | 日本社会党 | 314,724 | 35.0   | 2/4                | -      | -                  |
| 当                          | 第15回参議院議員通常選挙 | 1989年7月23日 | 鹿児島県選挙区 | 日本社会党 | 412,127 | 45.8   | 2/4                | -      | -                  |
| 当                          | 第17回参議院議員通常選挙 | 1995年7月26日 | 鹿児島県選挙区 | 日本社会党 | 238,594 | 34.6   | 2/4                | -      | -                  |
| 当選回数4回 （参議院議員4） |                          |               |                |            |         |        |                    |        |                    |

## 文献

### 著書
- 『くぼタンの消費税廃止奮戦記』日本社会党中央本部機関紙局、1990年1月
- 『社会党の選択 : 新しい政権戦略を考える』晩稲社、1992年4月
- 『連立政権の真実』読売新聞社、1998年5月、ISBN 4643980400

### 共著
- 『いま、民主リベラル : 寛容な市民政党をつくる』田原総一朗共著、日本社会党機関紙局、1995年1月、ISBN 4930886910